# Març Llinàs Belliure
Març Llinàs Belliure   (Palma, 1994) és un còmic i guionista mallorquí.
Llinàs és també formador en qüestions feministes i LGBTI i treballa de guionista al programa Està passant. Com a monologuista ha actuat en diferents espectacles, com al Cruïlla Comèdia.
És autor del pòdcast Mòbil, cartera, claus, de Ràdio Primavera Sound, en què explicava la seva transició de gènere, en clau testimonial i de manera amena i pròxima. El pòdcast va endur-se el primer Premi Sonor en la categoria de millor pòdcast de narrativa de no-ficció.